# Spassk-Dalni
Spassk-Dalni (en rus Спасск-Дальний) és una ciutat del krai de Primórie, a Rússia.

## Geografia
La ciutat es troba a la plana de Khanka, a 180 km al nord-est de la capital, Vladivostok. A 20 km al nord-est hi ha el llac Khanka, situat a cavall entre la frontera russo-xinesa, on desemboquen els rius Luletxovka i Spassovka.
Spassk-Dalni té una estació de la línia del Transsiberià (a 9.048 km de Moscou) i està situada sobre la carretera nacional M60 Khabàrovsk-Vladivostok.

## Història
La vila fou creada el 1885 amb el nom de Spàsskoie. El 1906 s'hi construí l'estació de tren d'Evguenievka, sobre la línia del riu Ussuri, oberta el 1897. El 1917 la vila rebé l'estatus de ciutat i fou rebatejada Spassk.
El 1926 Evguenievka s'uní a la ciutat i el nou municipi s'anomenà Spassk-Dalni, que permet diferenciar-la de les ciutats de Spassk a l'óblast de Penza i de Spassk-Riazanski a l'óblast de Riazan.